# Retjons
 Retjons  (así también en occitano) es una población y comuna francesa, situada en la región de Aquitania, departamento de Landas, en el distrito de Mont-de-Marsan y cantón de Roquefort.
Forma parte del Camino de Santiago, en concreto de la Via Lemovicensis.

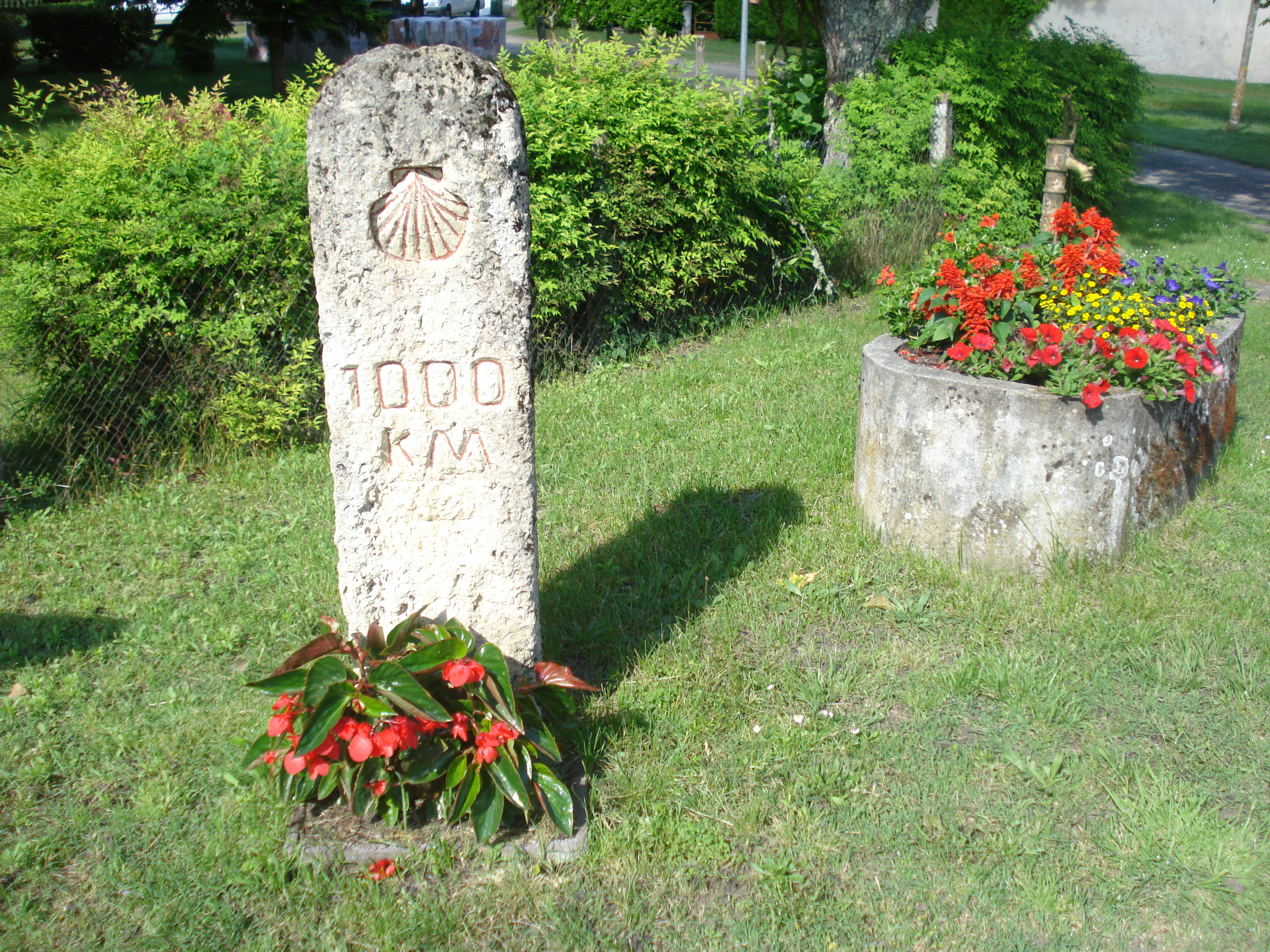
1000 km para Santiago.

## Demografía
| 575 | 439 | 369 | 297 | 313 | 276 |
| Para los censos de 1962 a 1999 la población legal corresponde a la población sin duplicidades (Fuente: INSEE [Consultar]) |     |     |     |     |     |